# Мони Мошонов
Шломо „Мони“ Мошонов (на иврит: שלמה "מוני" מושונוב) е израелски актьор, комедиант и театрален режисьор.

## Биография
Шломо (Мони) Мошонов е роден на 18 август 1951 г. в Рамла, Израел, в семейство, което имигрира от Израел в София, България.
Баща му Моше, който е учил право в София, продава текстилни стоки на пазара в Рамла. Мошонов израства в този град. След като учи драма в университета в Тел Авив, присъединява се в театъра Хайфа, като остава в групата за пет години. През 1977 г. прави първата си поява във филма Masa Alunkot заедно с Гиди Гов.
През 2014 г. участва в българския филм Пътят към Коста дел Маресме, което е българското предложение за Оскар за „Най-добър чуждестранен филм“.